# لينارت لارسون
لينارت لارسون (بالسويدية: Lennart Larsson)‏ (مواليد 9 يوليو 1953) هو لاعب كرة قدم. يلعب مع منتخب السويد لكرة القدم. سبق له أن لعب في كأس العالم لكرة القدم مع منتخب بلاده.

## روابط خارجية
- لينارت لارسون على موقع الاتحاد الدولي (مؤرشف)  (الإنجليزية)
- لينارت لارسون على موقع قاعدة بيانات كرة القدم.إي يو (الإنجليزية)
- لينارت لارسون على موقع ناشيونال فوتبول تيمز (الإنجليزية)
- لينارت لارسون على موقع عالم كرة القدم.نت (الإنجليزية)